# Итальянский карандаш
Итальянский карандаш, или чёрный мел, — инструмент для рисования, один из видов вольных карандашей. Иногда итальянский карандаш отождествляют с чёрным мелом и соусом, хотя технологии приготовления этих материалов различаются. В старое время, до эпохи фабричного производства, художники приготовляли угольные карандаши, сангину, пастель и соус самостоятельно. Угольные карандаши делали из смеси молотой жжёной кости и растительного клея с обжигом в домашней печи. Итальянский карандаш натурального происхождения, или «чёрный мел», состоит из глинистого сланца. Используется для выполнения портретов, а также рисунков обнажённого человеческого тела. Выпускается трёх сортов: твердый, средний и мягкий.

## Техника работы
Карандаш даёт глубокий матовый бархатистый чёрный цвет, который легко растушевывается на бумаге. Бумагу используют наибольшей плотности, поскольку итальянский карандаш требует растушёвки, для чего используют щетинные кисти, тампоны или обычные тряпки. В старину применяли специальные кожаные тампоны. Наиболее распространённой в классическом искусстве является «техника трёх карандашей»: сочетание итальянского карандаша (чёрного мела), красно-коричневой сангины и белого мела.

## История
Использовался уже в эпоху треченто; Ченнино Ченнини упоминает его в своем трактате; окончательно адаптирован итальянскими художниками в конце XV века. Им больше увлекались на севере Италии, в Ломбардии, в школе Леонардо да Винчи, и в Венеции, чем в Риме и Флоренции. Изготовлялись такие карандаши из чёрного глинистого сланца, добывавшегося в Пьемонте; позже преимущественно из порошка жжёной кости, который скреплялся растительным клеем.
Способствовал существенной перемене рисунка, как жанра: переходу от малого формата к большому и от мелкой, чёткой манеры рисования к широкой и более расплывчатой; также стала подчеркиваться не линия, а светотень.
Крупнейшими мастерами итальянского карандаша были Гольбейн-младший и художники французского карандашного портрета (Ф. Клуэ; Прюдон). Его великолепно использовал Тинторетто, а в эпоху барокко — Рубенс.

## Изготовление
Простые сорта современных итальянских карандашей изготовляют из целых кусков чёрного глинистого сланца; для лучших сортов чёрный мел толчётся в порошок, промывается, затем прессуется и формуется при посредстве какого-нибудь связующего вещества, клея.
Для изготовления итальянских карандашей применяются:
- графит — 1 часть,
- сажа газовая — 1 часть,
- сажа нейтральная чёрная — 1 часть,
- гипс — 1/3 части,
- крахмал или декстрин в виде 8-процентного клеевого раствора — 7 частей.

Пигменты для карандаша необходимо очень тонко измельчить, размолов в коллоидной мельнице. Из полученной массы прессуют карандаши обычно прямоугольного сечения и обжигают при температуре 150—250 °С в течение 2-4 часов. В зависимости от длительности обжига получают карандаши различной твердости.